# Massaker von Marzabotto

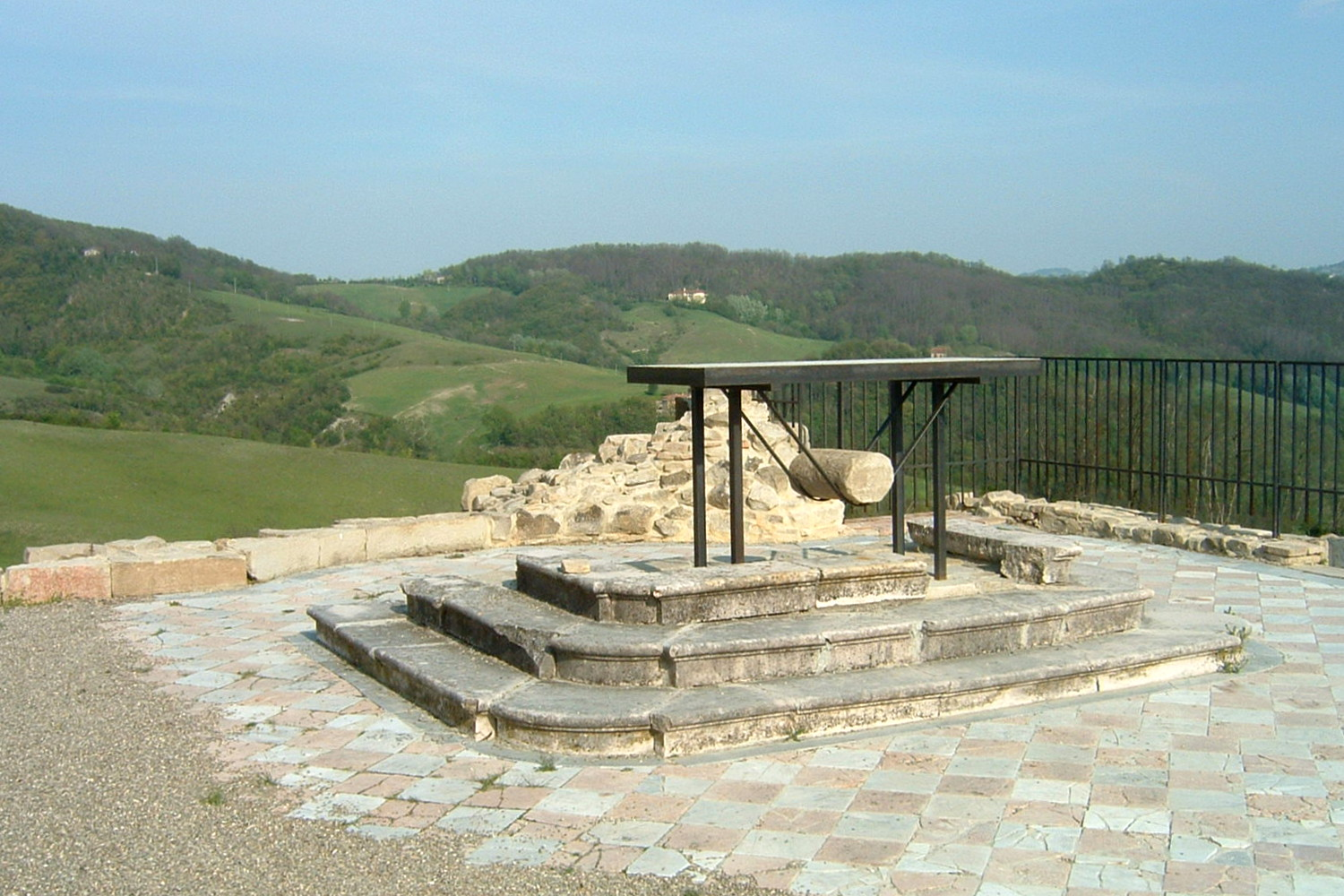
Ruinen und Mahnmal der St.-Martin-Kirche am Monte Sole, Marzabotto

Als Massaker von Marzabotto, auch Massaker am Monte Sole genannt, werden die massenhaften und systematischen Tötungen und Ermordungen von italienischen Staatsangehörigen aller Altersklassen in der Umgebung von Marzabotto durch deutsche Soldaten zwischen dem 29. September und dem 1. Oktober 1944 bezeichnet. Marzabotto ist eine Apenninen-Gemeinde in der Nähe der italienischen Stadt Bologna in der Emilia-Romagna.
Bei einer als Strafaktion gegen Partisanen der „Stella-Rossa“-Gruppe begründeten Operation sollten nach späterer Darstellung der SS-Angehörigen für Angriffe auf die deutschen Streitkräfte verantwortliche „Banditen und Bandenhelfer“ gefasst und zur Rechenschaft gezogen werden. Die Ausführung der folgenden Taten konnte maßgeblich Angehörigen der 16. SS-Panzergrenadier-Division „Reichsführer SS“ zugeordnet werden und gilt in der Gesamtbetrachtung als größtes Kriegsverbrechen der deutschen Streitkräfte auf dem italienischen Kriegsschauplatz. Die Liste der über 770 Opfer enthält auch die Namen und Geburtsdaten von 213 Kindern unter 13 Jahren. Erwachsene Männer im wehrfähigen Alter fehlen fast völlig auf der Liste. 
Dieses große Kriegsverbrechen und die strafrechtliche Aufarbeitung nach dem Zweiten Weltkrieg belastete noch lange das zwischenstaatliche Verhältnis der Bundesrepublik Deutschland und Italiens. Durch eine wissenschaftliche Aufarbeitung liegen heute mehr Erkenntnisse vor, die nunmehr zu einer regelmäßigen Beteiligung staatlicher deutscher Funktionsträger an der nationalen italienischen Gedenkkultur geführt haben.

## Gebiet
Die Massaker und die Zerstörungen fanden vom 29. bis 30. September 1944 in bergigem Gelände zwischen den Orten Grizzana und Marzabotto statt. Dieses Gebiet ist von Tälern und Bergen durchzogen. Es handelt sich um ein Felsenplateau, das sich zwischen den Flusstälern von Setta und Reno erhebt. In dem bergigen Gebiet befinden sich mehrere Ansiedlungen und die Stadt Marzabotto, in denen Zivilpersonen und Partisanen damals nebeneinander lebten. In dieses Gebiet drang die 16. SS-Panzergrenadier-Division „Reichsführer-SS“ ein, als sie an der Gotenstellung wegen der vorrückenden alliierten Kräfte zurückweichen musste.

## Vorgeschichte
Die von Mario Musolesi geführte Partisanenorganisation Stella Rossa, von der SS hinsichtlich ihrer Personalstärke maßlos überschätzt, wäre nie in der Lage gewesen, den Nachschubverkehr des Militärs zu gefährden. Vermutet hatte die Waffen-SS, dass sich 2000 Partisanen in dem Gebiet aufhalten. Es waren aber maximal 500. Die Partisanen kontrollierten zwar Teile des Bergmassivs, die SS-Division aber die Verkehrswege.
Bereits im Juli und auch Anfang September hatte es mehrere Partisanenüberfälle gegeben, die das Militär mit Gegenmaßnahmen beantwortete, die die Partisanen und die Bevölkerung einschüchterten. Beispielsweise gab es am 22. Juli 1944 nach einem Partisanenüberfall eine Gegenmaßnahme des Militärs mit 27 getöteten Zivilisten. Als Partisanen einen Soldaten töteten, wurden zur Vergeltung sechs Bauernhäuser zerstört, sechs „Banditen“ erschossen und zwölf Männer und elf Frauen in Haft genommen. Die sechs Erschossenen waren allerdings Bauern und Landarbeiter und keine Partisanen. Partisanen erschossen am 12. September einen Leutnant und einen Feldwebel, daraufhin wurden 12 Zivilisten erschossen. Als die SS-Division zwei Wochen danach in dem Gebiet eintraf, erfolgten weitere Überfälle. Die Divisionsführung wollte dies nicht weiter hinnehmen und bereitete Ende September ein „Vernichtungsunternehmen“ vor; dabei wurde ein Begriff verwendet, der überaus unüblich für Maßnahmen der Partisanenbekämpfung in Italien im militärischen Sprachgebrauch des deutschen Militärs war.

## Massaker
Nachfolgend sind vor allem die größeren Massaker dargestellt, die verübt wurden. Es gab noch zahlreiche weitere Tötungen. Zunächst wurde von einer Opferzahl von 1830 ausgegangen, die bis in die 1990er Jahre verwendet wurde. Aufgrund zahlreicher Studien geht man inzwischen von 770 Getöteten aus.

### Vorbereitung
Die gesamte militärische Leitung und Vorbereitung übertrug SS-General Max Simon, der Divisionskommandant 16. SS-Panzergrenadier-Division „Reichsführer-SS“, an den Obersturmbannführer Helmut Looß, der am 28. September 1944 den Einsatzbefehl erhielt. Looß, dritter Generalstabsoffizier (Ic) der Division und verantwortlich für „Bandenbekämpfung“, war bereits zwischen 1943 und 1944 Kommandeur des Sonderkommandos 7a an der Ostfront und nach seiner Versetzung zur 16. SS-Panzergrenadier-Division maßgeblich für den Tod von Zivilisten bei den Massakern von Fivizzano, Sant’Anna di Stazzema und weiteren Massakern in Italien verantwortlich gewesen. Für die Führung der Kampfeinheiten waren die jeweiligen Kommandeure zuständig. SS-Sturmbannführer Walter Reder, der die SS-Panzer-Aufklärungs-Abteilung 16 führte, nahm an den Massakern nicht unmittelbar teil, weil er am Knie verletzt war, und leitete über Funk seine Einheit von einem Befehlsstand aus.
Der genaue Wortlaut der Befehle an die Kompanien ist nicht bekannt. Dass die absichtliche Tötung von Zivilisten von der militärischen Führung in diesem Massaker angeordnet wurde, ist von mehreren Soldaten bezeugt worden. Reder habe die mündliche Weisung erteilt, dass alle diejenigen Personen, die sich in der Nähe von bewaffneten Partisanen befinden, zu erschießen seien.
Die SS-Panzer-Aufklärungsabteilung 16 von Reder stellte die wichtigsten Truppen. Sie war der Hauptakteur. Des Weiteren waren Teile des SS-Panzer-Regiments 35, die SS-Divisions-Begleit-Kompanie, Batterie-SS-Flak-Abteilung 16 und SS-Panzer-Abteilung 16 mit ihren Sturmgeschützen beteiligt. Die Luftwaffe kommandierte Teile des Flak-Regiments 105 ab. Das Heer stellte das IV. (Russische) Bataillon des Grenadier-Regiments 1059 der 362. Infanterie-Division und mehrere Alarmeinheiten bereit.
Das Ziel war, die Partisanen einzuschließen und in einem konzentrierten Angriff zu vernichten. Das Vorgehen der Kampfeinheiten ist wie folgt beschrieben worden: Das gesamte Gelände absperren sollten das IV. (Russische) Bataillon und die Alarmeinheiten. Reders Einheiten sollten über das Tal der Setta ins Zentrum vordringen. Von den Flanken sollten die anderen oben genannten Kampfeinheiten eindringen.

### 29. September 1944

#### SS-Panzer-Aufklärungs-Abteilung 16
Bei Tagesanbruch des 29. September begann die Operation. Um 9:00 Uhr kam es zu einem heftigen Feuergefecht mit Partisanen bei Cadotto, wobei die beteiligte Kompanie 20 Männer verlor. Dies waren die einzigen Verluste des Reder-Bataillons im Verlauf der gesamten Operation. Während sich der Kampf mit den Partisanen in Cadotto hinzog, drangen andere Kampfgruppen in die Häuser ein und räumten diese. Frauen, Kinder und alte Männer, etwa 30 an der Zahl, wurden auf Befehl SS-Obersturmführer Wilfried Segebrecht an die Wand gestellt und mit Maschinengewehren erschossen. Dabei machten sie keinen Unterschied zwischen bewaffneten Partisanen und Zivilisten.
Anschließend zogen die Soldaten weiter, in Casoncello nahmen sie alle Zivilisten fest, die ihnen auf ihrem Marsch begegneten, und brachten sie bis San Giovanni. Als sie gegen 11:00 Uhr ankamen, trieben sie die dortigen Bewohner aus einem Luftschutztunnel, in dem sie sich versteckt hatten. Sie führten beide Gruppen zusammen und erschossen insgesamt 49 Zivilisten mit Maschinengewehren, darunter waren 19 Kinder unter 13 Jahren.
Auf dem Friedhof von Casaglia trieben sie 80 Personen zusammen, die erschossen wurden, darunter 39 Kinder. Nach diesem Massaker zog eine Soldatengruppe weiter nach Caprara, wo sie etwa 35 bis 50 Bewohner zusammentrieben und in eine Kapelle eingesperrten. Anschließend warfen sie Handgranaten in den Raum und schossen mit Handfeuerwaffen hinein. Später blieb eine Gruppe von etwa 40 Personen auf einem höher gelegenen Gehöft unbehelligt. Als von dort eine Gruppe von 10 Personen, zwei Frauen und acht Kinder bzw. Säuglinge, ins Tal hinabstieg, wurden sie aufgegriffen und erschossen.
In der Siedlung Cerpiano wurden etwa 50 Frauen und Kinder in einen Raum gesperrt und von Handgranaten und Schüssen getötet. Anschließend blieben Soldaten als Posten zurück. Sie erschossen die Verletzten, als diese die Kapelle verlassen wollten.

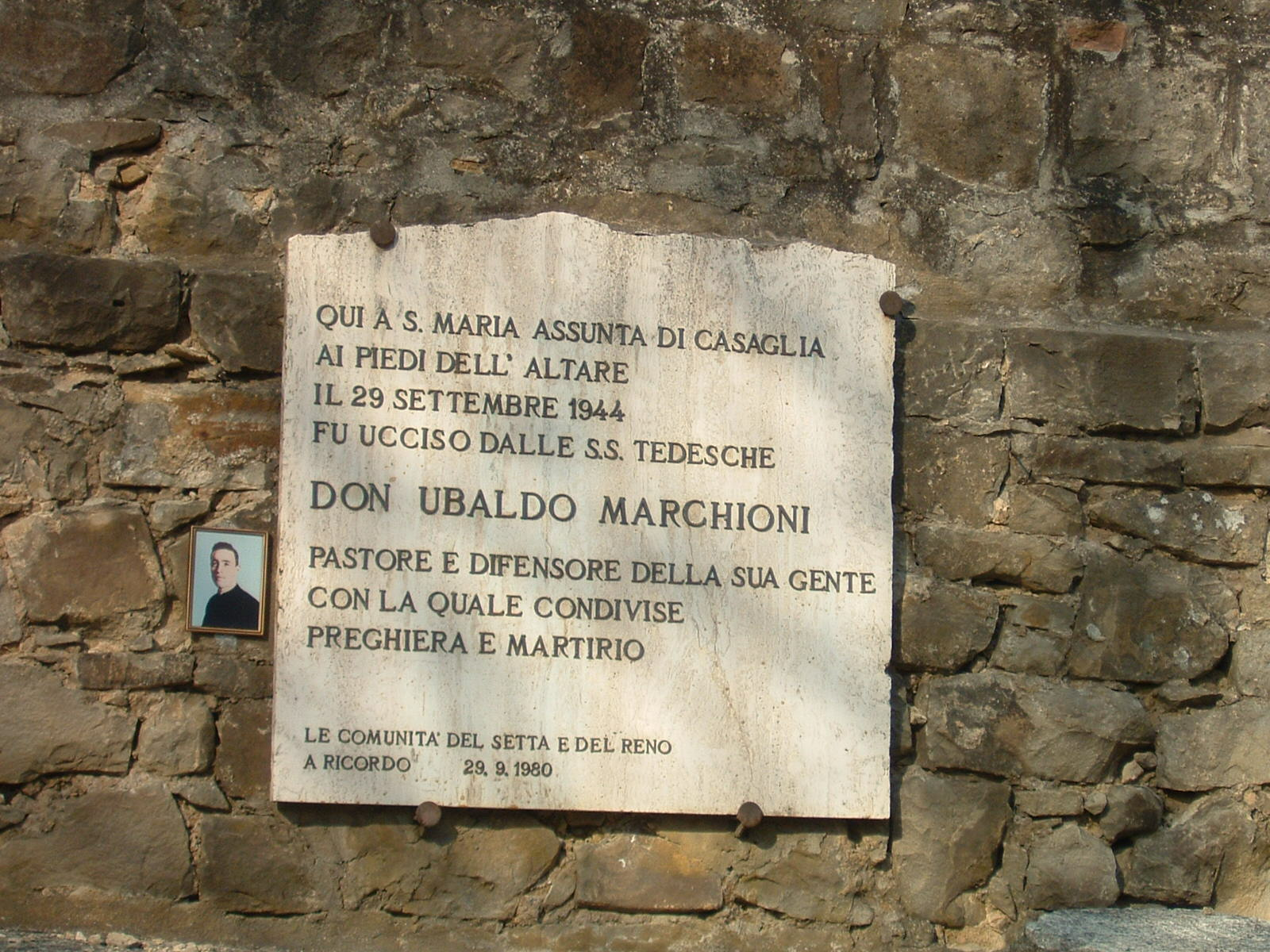
Gedenktafel für den Pfarrer Marchioni

Eine Kampfgruppe ging von Gardeletta aus durch mehrere Ortschaften, aus denen Einwohner und Partisanen in die Berge und Wälder geflohen waren. Etwa 100 Personen waren aus den Orten in die Kirche von Casaglia geflüchtet. Diese mussten sie verlassen und wurden auf dem Friedhof festgehalten. Der 26-jährige Pfarrer Don Ubaldo Marchioni wurde nach dem Verbleib der Männer und Partisanen befragt. Er konnte keine Auskunft geben und wurde getötet. Anschließend wurden etwa 80 Frauen und Kinder auf dem Friedhof von den SS-Männern erschossen.
Eine Gruppe SS-Männer zog weiter nach Caprara. Dort wurden 35 bis 50 Personen in einen Raum eingesperrt und unter Einsatz von Handgranaten und Maschinengewehren getötet. Anschließend zündeten sie das Haus an. Die Hälfte der Getöteten waren Kinder.
Mindestens sechs der größeren Massaker und eine nicht bezifferbare Zahl von kleineren Erschießungen konnten der SS-Panzer-Aufklärungs-Abteilung 16 zugeordnet werden.

#### Weitere Einheiten
Während der SS-Panzer-Aufklärungs-Abteilung 16 eindeutig Taten und Namen zugeordnet werden können, ist dies bei den anderen Einheiten schwieriger.
Beim Bauernhof Creda wurden 70 Personen mit Maschinengewehren erschossen, nahezu nur Frauen und Kinder. Dieselben SS-Männer töteten auf dem Bauernhof Maccagnano acht Frauen und vier Kinder und auf dem Bauernhof Vallego weitere 11 Personen, acht Frauen, zwei Kinder und einen 72-jährigen Mann.
Es gab lediglich wenige Fälle, in denen Menschen verschont wurden: 60 Zivilisten konnten durch die Fürsprache einer deutschsprechenden Italienerin vor dem Erschießen bewahrt werden.

### 30. September 1944
Am Morgen des 30. September 1944 ging das Morden geplant weiter. SS-Obersturmführer Max Saalfrank, der von Reder beauftragt worden war, die Kampfgruppen anzuführen, hielt eine Lagebesprechung mit den SS-Obersturmführern Wilfried Segebrecht, Führer der 1. Kompanie, Friedrich Schmidkonz, Führer der 3. Kompanie und Rudi Vysek ab, der von der SS-Flak Abteilung 16 Reder für die Dauer zugeordnet worden war. In der Besprechung wurde beschlossen, die Partisanen im Gebiet des Monte Caprara zu bekämpfen. Diese waren aber bereits abgezogen. Als die Kampfgruppen ohne Erfolg aus den Bergen in den Ort San Martino abstiegen, trafen sie auf eine Gruppe von 30 bis 40 Frauen und Kindern, die von Soldaten einer anderen Einheit eskortiert wurden. Diese wurden unverzüglich erschossen. Eine Kompanie bewegte sich erneut nach Cerpiano und schwärmte von dort in Gegenden aus, die sie bisher nicht erreicht hatte. Der SS-Rottenführer Meyer, der sich am Vortag an dem Morden in der Kapelle beteiligt hatte, erschoss nun diejenigen, die in der Kapelle noch lebten. Jeder Mensch, der sich in unmittelbarer Nähe der Stadt Marzabotto befand, wurde dort von der SS erschossen. Dabei mussten 53 Menschen ihr Leben lassen.
Am Abend dieses Tages galt die Maßnahme für beendet. Die SS-Panzer-Aufklärungs-Abteilung 16 wurde abgezogen, weil sie an anderen Kampfabschnitten benötigt wurde.

### 1. Oktober 1944
Doch noch endete das Morden nicht. Im Zuge der Operation waren zahlreiche Männer verhaftet worden, die anfänglich im Ort Pioppe di Salvaro bei Marzabotto festgehalten wurden. Arbeitsfähige wurden zur Zwangsarbeit abtransportiert, und es blieben etwa 50 Personen übrig. Da sie zu krank oder zu alt für den Arbeitseinsatz waren, wurden sie alle am 1. Oktober erschossen, nachdem sie Oberkleidung, Schuhe und Wertsachen abgegeben hatten. Bei Canovetta di Villa d’Ignano wurden 20 Männer erschossen, die in der militärischen Operation bereits am 29. September festgesetzt worden waren.

### Militärberichterstattung
Die Wehrmacht berichtete von „schweren Kämpfen“, wobei alle Häuser von den „Banditen“ zu Festungen ausgebaut worden seien. Bei diesen „sehr harten Feuergefechten“ einer „sich verbissen wehrenden kommunistischen Bandenbrigade“ seien sieben deutsche Soldaten gefallen und 718 Feinde getötet worden. Das war die größte Opferzahl unschuldiger Menschen, die bei einer derartigen Operation in Italien gezählt wurde.

### Untersuchung 1944
Aufgrund von Anzeigen aus der Gemeinde Marzabotto und aus Bologna kam es im Herbst 1944 zu einer Untersuchung, die Benito Mussolini und der deutsche Botschafter bei der RSI, Rudolf Rahn, veranlassten. Diese verlief ohne Ergebnis.

## Aussagen Überlebender

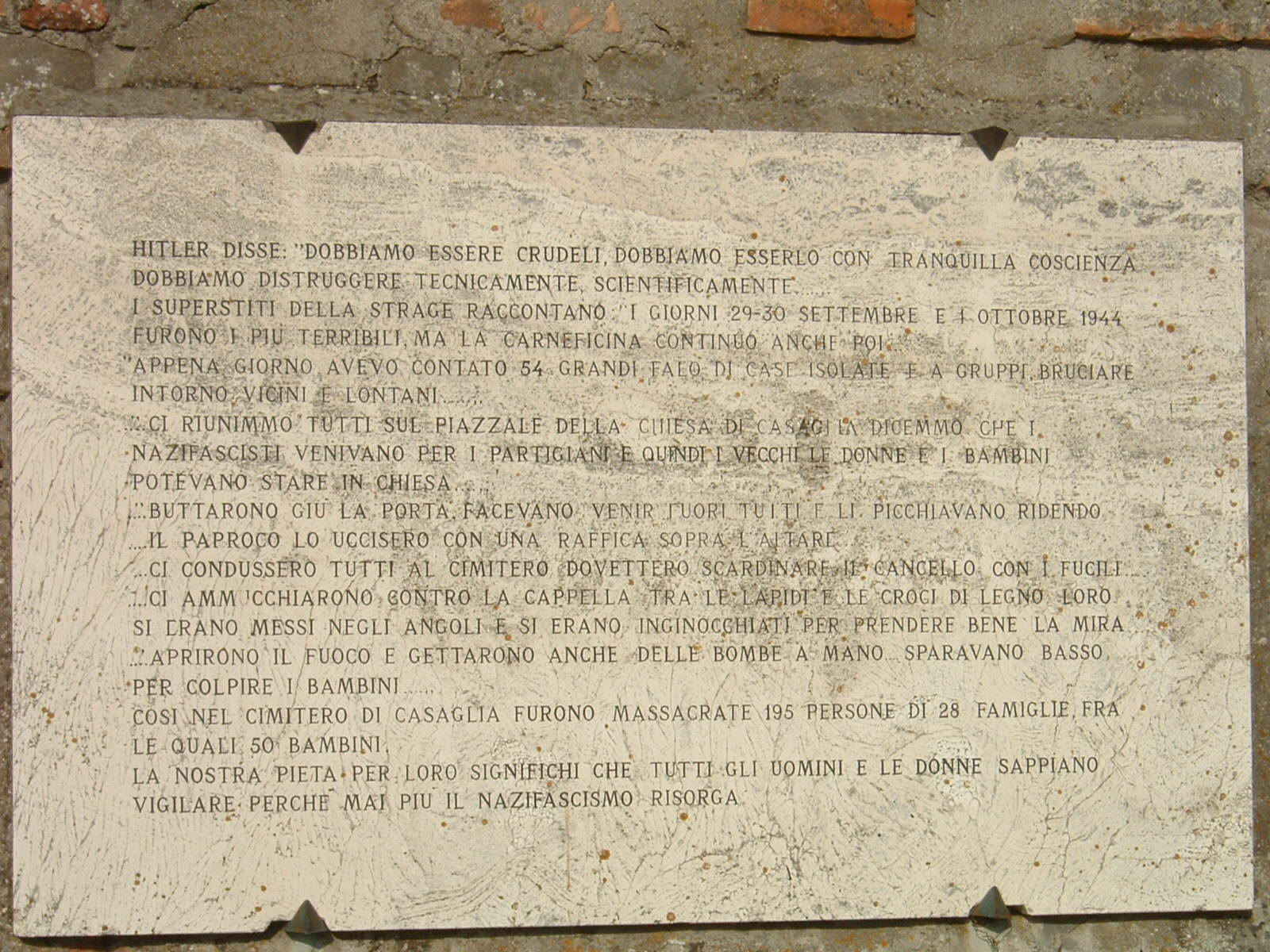
Gedenkstein im Friedhof von Casaglia, Marzabotto

Nur wenigen Menschen gelang es, dem Massaker zu entkommen, so Lidia Pirini aus Cerpiano:

„Es war der 29. September um neun Uhr morgens. Als ich vom Herannahen der Deutschen erfuhr, flüchtete ich nach Casaglia. Ich habe meine Familie verlassen und war nicht bei ihnen, als sie ermordet wurde. Es waren meine Mutter und meine 12-jährige Schwester, acht Cousins und vier Tanten, die alle am 29. und 30. September in Cerpiano ermordet wurden. Am 29. haben sie sie verletzt. Am 30. kamen die Nationalsozialisten zurück, um sie umzubringen.
In Casaglia hörten wir die Schüsse der Deutschen immer näher kommen. Wir konnten den Rauch der in Brand gesetzten Häuser sehen. Niemand wusste wohin und was machen. Letztendlich haben wir uns in die Kirche geflüchtet. Als die Nationalsozialisten dorthin kamen, hatte ich Angst, ihnen ins Gesicht zu sehen. Sie schlossen das Kirchentor und alle im Inneren schrien vor Entsetzen. Wenig später kamen sie zurück und führten uns zum Friedhof. Wir mussten uns vor der Kapelle aufstellen; sie platzierten sich in der Hocke, um gut zielen zu können. Sie schossen mit Maschinenpistolen und Gewehren. Ich wurde von einem Maschinengewehr am rechten Oberschenkel getroffen und fiel ohnmächtig zu Boden.“

Elena Ruggeri gelang es, sich zusammen mit ihrer Tante, einem Cousin und einem Bekannten in der Sakristei zu verstecken, von wo aus sie das weitere Geschehen beobachten konnten:

„Der Priester konnte deutsch und redete mit zweien von ihnen. Sie lachten ständig und zeigten auf ihre Gewehre und weil der Priester beharrlich blieb, erschossen sie ihn vor dem Altar. Ich hatte eine Hand auf den Mund meines Cousins Giorgio gepresst, aus Angst, er würde schreien. Sie ermordeten auch eine Frau, die gelähmt war und sich nicht rühren konnte.“

Adelmo Benini musste vom Berg aus zusehen, was unten in Casaglia geschah:

„Voller Panik stellten wir fest, dass die Nazis keineswegs Frauen und Kinder verschonten. Das sah man, als sie sie mit Stößen und Fußtritten zum Friedhof jagten. Wir sahen, wie sie das Tor zum Friedhof aufschossen und sie alle auf den Stufen zur Kapelle zusammenpferchten, die Großen hinten, die Kleinen vorne; als ich merkte, wie sie mit den Maschinengewehren zielten, warf ich mich den Bergrücken hinunter und schrie die Namen der meinigen, (…). Ich konnte sehen, wie sie mit Maschinenpistolen und Gewehren mitten in die Unschuldigen schossen. Sie warfen Handgranaten und die Soldaten töteten Einzelne, die noch am Leben waren und klagten.“

Nicht weit von der Kirche von Casaglia entfernt befand sich der Andachtsraum von Cerpiano. Hier hatte die SS 49 Personen eingesperrt, darunter 19 Kinder. Kurz nach ihrer Ankunft warf die SS Handgranaten in den Andachtsraum. 30 Menschen waren sofort tot. Der achtjährige Fernando Piretti war am Leben geblieben. Weil er glaubte, die Nationalsozialisten seien abgezogen, zog er die sechsjährige Paola Rossi unter dem toten Körper ihrer Mutter hervor, der sie vor dem Tod bewahrt hatte. Doch die Nationalsozialisten kamen am nächsten Morgen zurück, um die Überlebenden durch gezielte Schüsse zu töten. Die dritte Überlebende, die Lehrerin Antonietta Benni, schaffte es gerade noch rechtzeitig, die beiden Kinder unter einer Decke zu verstecken. Sie berichtet:

„Wir hatten gehofft, dass sie uns nichts antun würden. Stattdessen öffnete sich nach kurzem die Tür und einige Nazis tauchten mit furchteinflößenden Gesichtern auf. In ihren Händen trugen sie Handgranaten und sie sahen uns an, als würden sie ihre Beute aussuchen (…). Dann flogen Handgranaten durch die Tür und die Fenster: Wir schrien, weinten, flehten, die Mütter hielten ihre Kinder fest, schützten die Gesichter und suchten verzweifelt Schutz. Ich fiel ohnmächtig zu Boden.“

## Strafrechtliche Verfolgung
Zwei Kommandeure der für die Morde verantwortlichen SS-Division wurden verurteilt. Der Leiter der Strafaktion, SS-Sturmbannführer Walter Reder, wurde 1951 in Bologna zu lebenslanger Haft verurteilt, im Januar 1985 begnadigt und starb 1991 in Wien. SS-Gruppenführer Max Simon wurde in Padua zum Tode verurteilt und bereits 1954 begnadigt. Im Januar 2007 wurden zehn SS-Mitglieder nach dem Fund des „Schranks der Schande“ – Paul Albers, Josef Baumann, Hubert Bichler, Max Roithmeier (†), Max Schneider, Heinz Fritz Traeger († 2010), Georg Wache, Helmut Wulf, Adolf Schneider und Kurt Spieler von einem Militärgericht in La Spezia in Abwesenheit zu lebenslangen Haftstrafen sowie Entschädigungszahlungen in Höhe von 100 Millionen Euro verurteilt, sieben weitere Angeklagte wurden freigesprochen. Ein Berufungsgericht in Rom hob jedoch dieses Urteil 2008 auf und sprach alle Angeklagten schuldig. Anwesenheit am Tatort und Besitz eines Ranges, der grundsätzlich Befehlsgewalt einräumte, seien für eine Verurteilung ausreichend. Als Folge des Prozesses nahm die Staatsanwaltschaft München I Ermittlungen auf, die jedoch am 27. April 2009 ohne Anklageerhebung eingestellt wurden.
Die Initiative zur Anklageerhebung im Fall von Sant’Anna warf der Staatsanwaltschaft „ermittelnden Täterschutz“ vor.
Der in La Spezia zunächst freigesprochene SS-Unterführer Wilhelm Ernst Kusterer wurde im Berufungsverfahren 2008 wegen Totschlags zu lebenslanger Haft und Zahlung von Schadensersatz verurteilt. Er ließ sich anwaltlich vertreten, erschien aber nicht zum Prozess und legte auch keine Rechtsmittel ein. Das Urteil gegen ihn ist seit 2008 rechtskräftig. Das Urteil der italienischen Justiz konnte in Deutschland nicht vollstreckt werden. Im März 2016 wurde anhand eines Presseartikels bekannt, dass Kusterer noch in seiner Heimatgemeinde in Engelsbrand, Baden-Württemberg, lebte und etwa ein Jahr zuvor eine Ehrenmedaille für sein Engagement in der Gemeinde erhalten hatte. Seit Juli 2013 ermittelte die Staatsanwaltschaft Stuttgart wegen Mordverdachts gegen ihn. Medien berichteten im Juni 2016 unter Berufung auf Associated Press, das Verfahren gegen Kusterer sei eingestellt, da er aufgrund schwerer Pflegebedürftigkeit nicht verhandlungsfähig und weil die Beweislage für eine Verurteilung nicht ausreichend sei.

## Historische Bewertung
Dadurch, dass bei diesem Massaker die höchste Zahl ziviler Opfer bei einem solchen Unternehmen im deutsch besetzten Italien verzeichnet wurde, und es zu einer strafrechtlichen Verfolgung Reders kam, wurde der Name Marzabotto in Italien und international zu einem Symbol des NS-Vernichtungskriegs.
Von rechtsextremer Seite wurde in der Bundesrepublik Deutschland in Frage gestellt, ob in Marzabotto überhaupt ein Massaker stattgefunden habe. Diese Position wurde vor allem von Lothar Greil vertreten, der 1959 das Pamphlet Die Lüge von Marzabotto veröffentlichte. Seine Leugnung stützt sich auf eine Ungenauigkeit der Bezeichnung. Reder und seine Männer hätten den Ort Marzabotto gar nicht betreten. Tatsächlich war aber nicht der Ort Marzabotto Schauplatz des Massakers, sondern die Gemeinde, eine sich über ein Gebirgsmassiv erstreckende Bergregion mit einer Reihe Weiler, abgelegener Gehöfte und kleiner Ansiedlungen.  Eine andere Behauptung der Verteidigung und der deutschen Memoirenliteratur besagt, es habe sich um einen rein militärischen Einsatz gehandelt, bei dem Zivilisten nur deshalb getötet worden seien, weil Partisanen sich in ihren Häusern verschanzt hätten. Diese beispielsweise von Rudolf Aschenauer vertretene Sicht steht im Widerspruch zu den Aussagen Überlebender und den Aussagen beteiligter Soldaten über die Einsatzbefehle und das Massaker. Der Historiker Joachim Staron weist darauf hin, dass die Verantwortung Reders für die Taten seines Bataillons eindeutig zu sein scheine. Als Indiz für Reders besondere Verantwortung lasse sich die Tatsache werten, dass es seine Aufklärungseinheit war, die einige der grausamsten Massaker beging.
Dass neben Reder nur Herbert Kappler in Italien für Kriegsverbrechen verurteilt wurde, leistete in der Bundesrepublik Deutschland der Tendenz Vorschub, die Verantwortung für alle deutschen Kriegsverbrechen in Italien der SS zuzuschreiben und die Wehrmacht von Verantwortung freizusprechen. Während die massiven Repressionen während der deutschen Besetzung Italiens die öffentliche Erinnerung der Italiener lange beherrschten, bestand in Deutschland die Tendenz, diese Verbrechen zu verharmlosen. Am 28. März 2009 setzten die damaligen Außenminister Italiens und Deutschlands eine Kommission aus Historikern beider Länder ein. Diese legte 2012 einen 182-seitigen Abschlussbericht vor. Im Anhang werden 5000 Fälle dokumentiert, in denen es zu Übergriffen (z. B. Plünderungen, Vergewaltigungen und Morde) von deutschen Truppen kam.

## Gedenken
Zum Gedächtnis an das Massaker wurde in Marzabotto der Parco Storico di Monte Sole (Geschichtspark Monte Sole) eingerichtet. Ein Rundgang hat eine Länge von etwa vier Kilometern. In der Friedensschule „Fondazione Scuola di Pace di Monte Sole“ treffen sich periodisch nicht nur Jugendliche aus Italien und Deutschland, sondern auch aus Israel und Palästina. Dort soll die Jugend zeigen können, dass Verständigung auch nach grausamsten Verbrechen möglich ist. Seit 1998 wird der Franco-Paselli-Friedenspreis, nach dem jüngsten Opfer des Massakers von Marzabotta benannt, jährlich von der Internationalen Friedensschule Bremen vergeben.
Zum 80. Jahrestag begann in der Frankfurter Paulskirche die einmonatige Ausstellung Trotz der langen verstrichenen Zeit... Die Nazifaschistischen Massaker im Befreiungskrieg 1943-1945 mit der Dokumentation der Ereignisse sowie der strafrechtlichen Verfolgung der Täter. Die unter der Schirmherrschaft des italienischen Präsidenten stehende Ausstellung war in Italien bereits vielerorts zu sehen und wurde erstmals in Deutschland vom hessischen Ministerpräsidenten im Oktober 2024 unter anderem mit den Worten eröffnet: „Nie wieder Faschismus, nie wieder Unfreiheit!“

## Rezeption in der Politik

### Rede des deutschen Bundespräsidenten Johannes Rau
Das Gedenken des Bundespräsidenten Johannes Rau an die Opfer von Marzabotto bei einem Besuch 2002 ist in Italien mit dem Kniefall Willy Brandts 1970 in Warschau verglichen worden. Der Bürgermeister von Marzabotto sprach von einer „großen Geste der Versöhnung, Freundschaft und des Friedens“.

### Besuch der Gedenkstätte von Bundesaußenminister Heiko Maas
Der deutsche Bundesaußenminister Heiko Maas nahm am 30. September 2018 in Marzabotto an einer Gedenkfeier für die Opfer des Massakers deutscher Soldaten von 1944 teil. Zusammen mit seinem italienischen Kollegen Moavero Milanesi legte er an der Gedenkstätte einen Kranz nieder.

### Besuch der Gedenkstätte von Bundespräsident Frank-Walter Steinmeier
Der deutsche Bundespräsident Frank-Walter Steinmeier nahm am 29. September 2024 in Marzabotto zusammen mit seinem italienischen Amtskollegen Sergio Mattarella  an einer Gedenkfeier zum 80. Jahrestags des Massakers teil.